# Anoploderma peruvianum
Anoploderma peruvianum é uma espécie de coleóptero da tribo Anoplodermatini (Anoplodermatinae). Que ocorre apenas no Peru.